# مطيافية كتلة نسبة النظائر

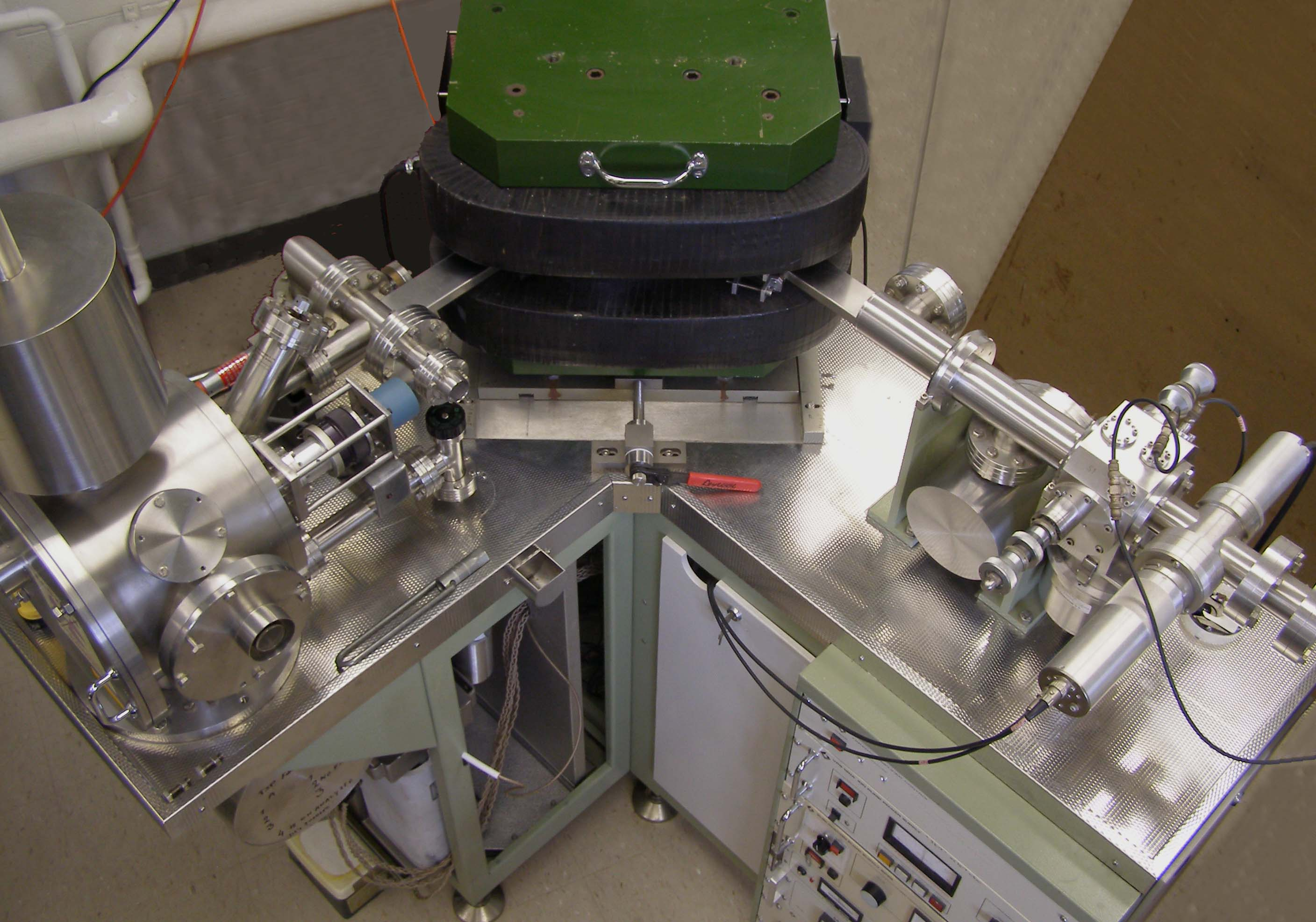
جهاز مطيافية كتلة نسبة النظائر

مطيافية كتلة نسبة النظائر (IRMS) هي نوع خاص من أنواع مطيافية الكتلة يستخدم فيها وسائل تحليل مطيافية كتلية من أجل قياس الوفرة النسبية لنظائر العناصر الكيميائية في عينة ما.
لهذه التقنية تطبيقات في مجال علوم الأرض وعلم البيئة؛ وتهتم بتحليل نسبة النظائر ودراسة أية تفاوتات ناجمة عن التجزئة النظيرية في الطبيعة. كما تهتم هذه التقنية بتحليل النويدات ذات الأصل الإشعاعي.